# Eliza Darling
Lady Eliza Darling (née Elizabeth Dumaresq, Staffordshire, 1798 – East Sussex, 1868) was een Britse kunstenares en filantrope.

## Vroege leven
Darling werd in 1798 in Engeland als Elizabeth Dumaresq geboren. Ze was het vierde van zes kinderen uit het huwelijk van Ann Jones met luitenant-kolonel John Dumaresq. Ze was afkomstig van een voorname familie maar groeide in moeilijke omstandigheden op door haar vaders vroegtijdige dood op 5 maart 1804.
Door haar huwelijk met majoor-generaal Ralph Darling op 13 oktober 1817 verbeterde ze haar levensomstandigheden. Ze volgde hem naar Brits-Mauritius waar hij van 1819 tot 1823 waarnemend gouverneur en militair bevelhebber was.
In 1825 werd haar man tot gouverneur van New South Wales benoemd en ze reisde mee naar Australië. Ook haar broers Henry en William John Dumaresq migreerden naar de Britse kolonie.

## Australië
Darling gebruikte haar positie als 'First Lady' van New South Wales om vanuit haar evangelische overtuiging aan goede werken te doen. Ze werd daarin beïnvloed door onder meer Hannah More, Sarrah Trimmer en Elizabeth Fry.
Darling was oprichtster en beschermvrouw van de 'Female School of Industry' in Sydney. De school nam meisjes van 4 tot 7 jaar oud op, leerde ze huishoudelijke taken aan en bezorgde ze een betrekking als ze 12 tot 14 jaar oud waren. Darling stond de gevangenen van de 'Parramatta Female Factory', een vrouwengevangenis, bij en steunde de 'Benevolent Society', een liefdadigheidsinstelling.
Darling schreef Simple rules for the guidance of persons in humble life: more particularly for young girls going out to service. Het boek werd in 1837 in Sydney uitgebracht. Haar tweede boek, The young Christian’s Sunday mornings, schreef ze in 1843, toen ze reeds terug in Engeland was. Darling was ook kunstenares. Ze schilderde aquarellen van landschappen rondom Sydney. Enkele van haar werken zijn in het bezit van de 'State Library of NSW'. Een aantal zijn verloren gegaan doordat ze voor het goede doel verkocht werden.
Daarnaast was Darling nog amateur-architect. Zo zou ze in 1827 tijdens een architectuurwedstrijd voor een nieuw 'Government House' enkele ontwerpen hebben ingediend en gewonnen hebben. Het ontwerp werd echter nooit uitgevoerd omdat het te extravagant was en geen financiering van de Britse overheid kreeg.

## Nalatenschap
Darling stierf in Engeland in 1868. Ze verloor 3 kinderen op jonge leeftijd maar liet 4 zonen en 3 dochters achter bij haar overlijden. Haar man was reeds tien jaar eerder overleden.
Mount Eliza in Perth werd naar Eliza Darling vernoemd.
- Dictionary of Australian Artists: elizabeth-darling
- Trove: 1487705
- Virtual International Authority File: 25147725032364592983